# Protitanková řízená střela

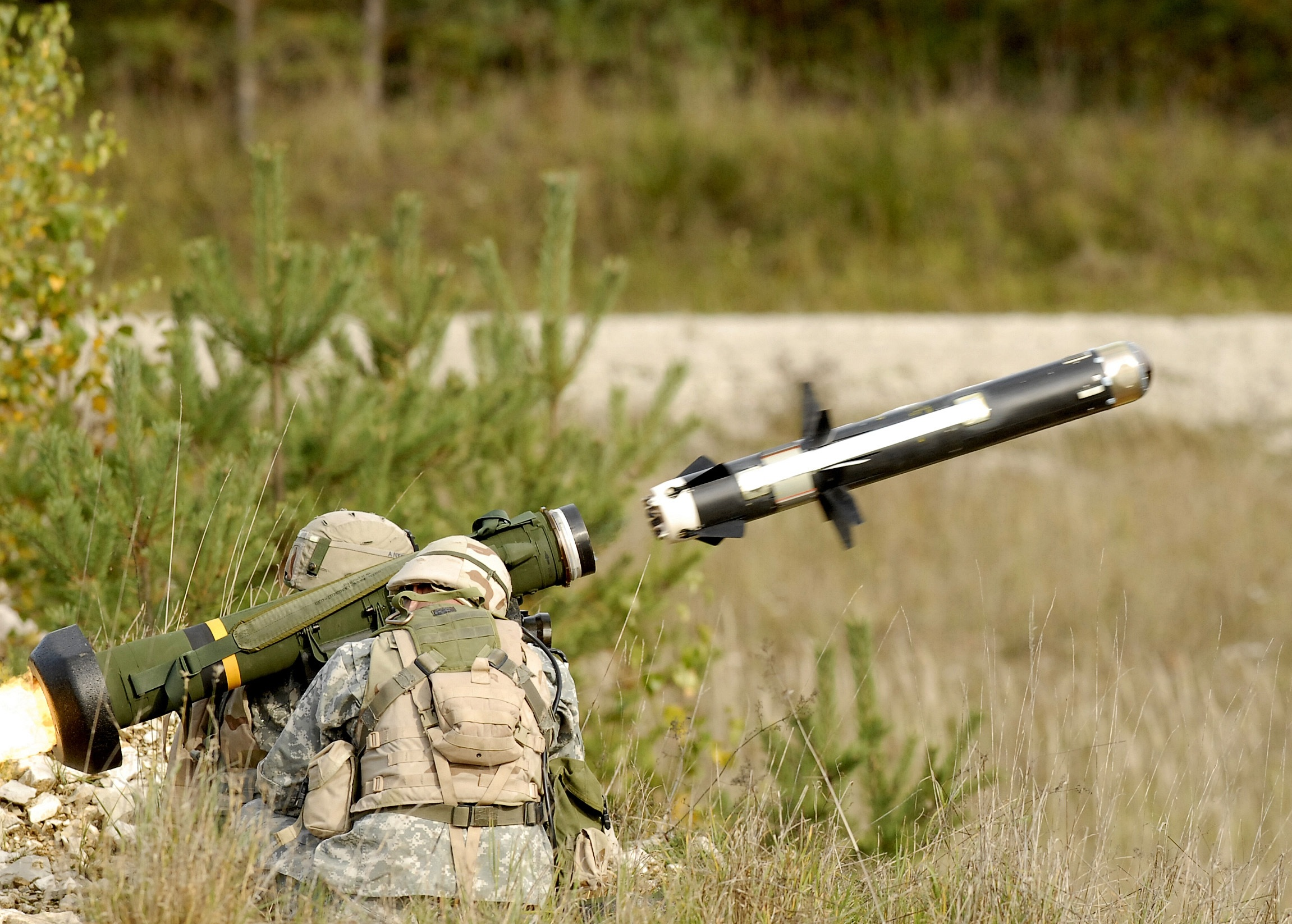
Střela FGM-148 Javelin americké armády

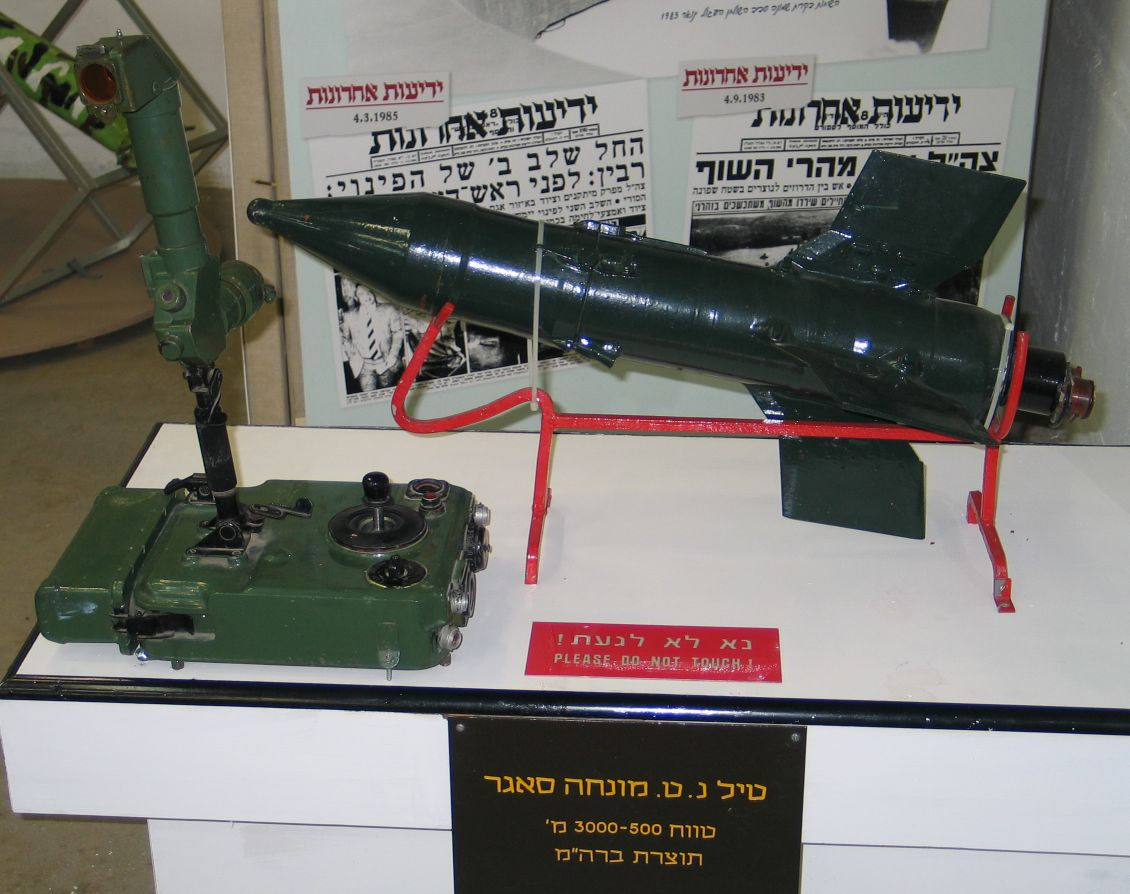
PTŘS Maljutka

Protitanková řízená střela (PTŘS) je střela s raketovým motorem převážně na tuhá paliva určitým způsobem naváděná na cíl. Používá se k ničení tanků nebo obrněných vozidel protivníka, většinu střel (kromě střel naváděných na teplo vyzařované cílem) lze použít i k ničení opevnění a polních úkrytů. Některé moderní PTŘS mohou být rovněž vybaveny hlavicí určenou proti živé síle protivníka. PTŘS mohou v přenosné variantě tvořit součást protitankové obrany pěších jednotek, v mobilní verzi být instalovány na bojová vozidla nebo automobily, případně být součástí protitankové výzbroje bitevních letounů a vrtulníků.
Protitankový raketový komplet (PTRK) je označení celku PTŘS, odpalovacího zařízení a pozemního naváděcího zařízení. Jako PTRK může být označeno i celé specializované vozidlo určené k odpalování PTŘS.
Podobně jako PTŘS vypadající systémy určené k protivzdušné obraně se označují jako manpady.

## Historie
K rozvoji protitankových řízených střel dochází až v období po druhé světové válce, zejména od 60. let 20. století v souvislosti s rozvojem miniaturizace elektroniky. PTŘS začaly nahrazovat dosud používané těžké protitankové zbraně jako protitankové kanony a bezzákluzové kanony.

## Konstrukce

### Protitanková řízená střela

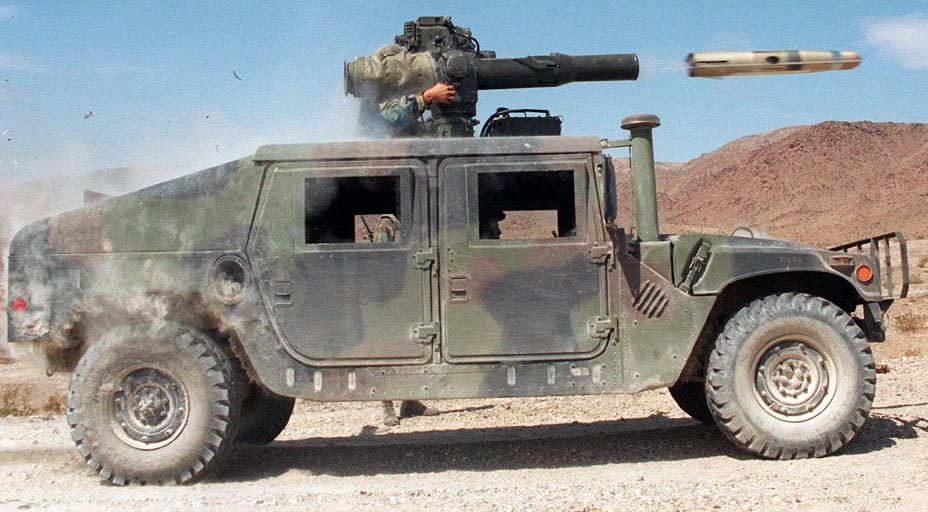
Vozidlo HMMWV s PTŘS BGM-71 TOW

PTŘS se skládá ze dvou hlavních částí – bojové hlavice a těla střely s raketovým motorem. Bojová hlavice bývá většinou kumulativní, většina moderních PTŘS bývá vybavena tzv. tandemovou kumulativní hlavicí určenou k ničení tanků vybavených aktivním pancéřováním. Střely s termobarickou hlavicí mohou být použity proti živé síle protivníka.

### Naváděcí zařízení
Historicky první PTŘS používaly manuální systém navedení na cíl, který kladl značné nároky na operátora. U druhé generace střel byl naváděcí systém modernizován na poloautomatický a u moderních PTŘS byl ještě zdokonalen na samonaváděcí, kdy se střela po odpálení sama zaměřuje na cíl. Řídící povely se mohou přenášet od operátora ke střele drátěným vodičem odvíjeným za střelou, laserovým paprskem nebo radiovými vlnami. Hlavní výhodou přenosu povelů vodičem je, že nemohou být rušeny protivníkem; nevýhodou je omezený dosah vodiče a nebezpečí přerušení drátu.

### Odpalovací zařízení
PTŘS jsou odpalovány většinou z odpalovacího zařízení v podobě roury nebo válcovitého pouzdra, starší PTŘS typu Maljutka jsou odpalovány z krátké odpalovací rampy (kolejniček). Odpalovací zařízení může být buďto přenosné, instalované na bojových vozidlech, bitevních letounech nebo vrtulnících, některé typy PTŘS mohou být odpalovány také z hlavně tankového kanonu.